# Julbernardia brieyi
Julbernardia brieyi là một loài thực vật có hoa trong họ Đậu. Loài này được (De Wild.) Troupin miêu tả khoa học đầu tiên.